# Jan O. Frøshaug
Jan O. Frøshaug (født 6. august 1943) i Norge, er en dansk erhvervsmand, søn af direktør Bjørn H. Frøshaug og Ruth Frøshaug, gift med adm. dir. Dorthe Arnoldi. Han blev uddannet som officer i Norge og studerede økonomi i Tyskland inden han flyttede til Danmark, hvor han tog HA og Cand.merc. på Handelshøjskolen i København og en Master of business administration fra INSEAD i 1972. Frøshaug har været direktør, formand eller siddet i bestyrelsen for i en række markante danske og udenlandske virksomheder.
Frøshaugs første ansættelse var hos Norsk Hydro, hans første job som koncerndirektør var hos GN Store Nord, hvor han blev ansat i 1983. I 1987 blev han koncernchef i Egmont, som gennemgik en kraftig modernisering under hans ledelse. Han fratrådte i 2001. Han var endvidere i en årrække formand for tænketanken Mandag Morgen.
Frøshaug har fra 2001 arbejdet og fra 2007 været bosat i udlandet, hvor han har haft et antal formands- og bestyrelsesposter.

## Som direktør
- 1973-1983 Norsk Hydro
- 1983-1987 GN Store Nord
- 1987-2001 Egmont

## Som formand eller bestyrelsesmedlem
- Wittenborg
- Rasmussen & Schiøtz
- Louis Poulsen
- Royal Scandinavia
- Sophus Berendsen A/S
- Ratin A/S
- Norsk Data ASA (Norge)
- Visma Group (Norge)
- Aker Solutions ASA (Norge)
- Finansbanken ASA (Norge)
- Ringier AG (Schweiz)
- Mediatel GmbH (Østrig)
- Herold GmbH (Østrig)
- Absolute Return Partners (UK)
- Rentokil Plc (UK)
- Trafalgar House (UK)
- Volpi Capital (UK)
- Veronis Suhler Stevenson (UK/US)

## NGO formands- og bestyrelsesposter
- CARE Danmark
- Care International Council
- Center for Hjerneskade Fonden
- Komiteen for Internationale Spejderformål
- Kredsen Mars og Merkur Danmark
- Den Kongelige Ballets Fond
- Den Danske Forskningsfond
- Scandinavian International Management Institute (SIMI)